# BandSports
BandSports é um canal de televisão brasileiro de esportes via televisão por assinatura do Grupo Bandeirantes de Comunicação. Foi lançado em 27 de maio de 2002. O grande marco na história do canal foi a Copa do Mundo FIFA de 2006, quando a Rede Bandeirantes não obteve os direitos de transmissão e fez a sua cobertura através do seu canal fechado. Outro ponto alto do BandSports foi em 2010, quando adquiriu os direitos de transmissão da Copa Libertadores, direitos, estes, compartilhados com o SporTV. No final do mesmo ano, transmitiu o Mundial de Clubes da FIFA. Estes eventos também foram transmitidos em 2011.

## História

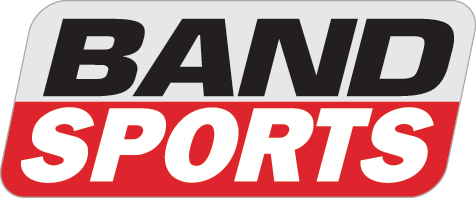
Logotipo do BandSports de 2005 a 2012.

Logotipo do BandSports entre 2012 e 2018.

Logotipo do BandSports entre 2018 e 2024.

O canal BandSports entrou no ar em 2 de maio de 2002 por volta das 22h, mas ainda em fase de testes com uma reexibição da final da Copa do Mundo FIFA de 1970. Após a transmissão, o canal permaneceu com um slide na tela contendo uma contagem regressiva, até ás 08:30 do dia 27 de maio de 2002. Seu lançamento foi antecipado na época devido à falência e extinção do canal de televisão por assinatura PSN, em 16 de março do mesmo ano.
Outra característica é o tom informal impresso a todos os programas de notícias e entrevistas. Diferentemente dos canais concorrentes, como SporTV e ESPN, o canal de televisão por assinatura BandSports exibe alto grau de coloquialidade, liberdade de assunto e até mesmo improviso criativo. O BandSports destaca-se pela diversidade de esportes: futebol, tênis, voleibol, motor, lutas, basquete, e rugby. Em mais de uma década de transmissões o BandSports já mostrou as Copas do Mundo da Alemanha em 2006, da África do Sul em 2010 e do Brasil em 2014, além dos Jogos Olímpicos de Atenas em 2004, Pequim 2008 e Londres em 2012, Rio de Janeiro em 2016 e, mais recentemente, Tóquio 2020. Possui direitos exclusivos do torneio de tênis de Roland Garros, na França. Em 2014, transmitiu a Copa do Mundo FIFA no Brasil com grande equipe em HDTV. Outra característica do BandSports é utilizar, esporadicamente, profissionais da Rede Bandeirantes, em algumas transmissões de eventos.
Em 2013 a emissora lançou um segundo canal temporário e exclusivo para assinantes da operadora Sky, o BandSports 2 para a cobertura do torneio de tênis Roland Garros com transmissão ao vivo e com exclusividade para todo Brasil.
Em junho de 2015, o canal passou a retransmitir os telejornais esportivos da Rede Bandeirantes em horários alternativos.
Em outubro, o BandSports transmitiu com exclusividade o Campeonato Mundial de Boxe, que aconteceu em Doha, no Catar, e classificou 23 atletas para as Olimpíadas do Rio de Janeiro, em agosto de 2016.
Em 2016, perdeu os direitos da WTA para o canal Sony. Mesmo assim, adquiriu a Davis Cup, a Fed Cup, a Super Liga Chinesa, o Campeonato Português de Futebol e o Campeonato Colombiano de Futebol. Em 2017, estreou um novo estúdio, em 360°, para a produção de seus programas. No ano seguinte, em 15 de outubro, o canal estreou nova identidade visual.
Em 2021, passou a transmitir as corridas das Fórmulas 1, 2 e 3, através de uma parceria firmada entre a Liberty Media e o Grupo Bandeirantes. Diferente do canal irmão na TV aberta, o canal transmite com exclusividade todas as corridas das categorias do maior torneio de automobilismo do mundo. Depois, adquiriu a NASCAR e a Fórmula E.
Em fevereiro de 2022, transmitiu com exclusividade a Copa do Mundo de Clubes da FIFA de 2021.
Em 2023, transmitiu o Campeonato Carioca de Futebol cobrindo 52 jogos do torneio com exclusividade, exceto as partidas do Vasco da Gama e Botafogo quando estes forem os mandantes. No mesmo ano, passou a cobrir a segunda divisão do Cariocão de maneira inédita na televisão por assinatura. Também este ano, adquiriu a Série D do Brasileirão.
Em 2024 transmitiu pelo segundo ano consecutivo o Campeonato Africano das Nações de 2023 e adquiriu também os direitos de transmissão da Liga dos Campeões da AFC de 2023–24.